# بيتر نيكولاس (رائد أعمال)
بيتر نيكولاس (بالإنجليزية: Peter Nicholas)‏ هو رائد أعمال أمريكي، ولد في 1941.

## وصلات خارجية
- بيتر نيكولاس على موقع إن إن دي بي (الإنجليزية)